# Estadio Palaran
El Estadio Palaran es la sede deportiva principal de Samarinda, la capital de la provincia de Kalimantan Oriental. Es un estadio de usos múltiples ubicado en el centro del complejo deportivo del estadio principal de Kalimantan Oriental. Fue inaugurado en 2008 y tiene una capacidad de 67 075 asientos, lo que lo convierte en el segundo estadio más grande de Indonesia, después del Estadio Bung Karno. También es el estadio más grande de la isla de Borneo. El estadio fue la sede principal de los Juegos Nacionales de Indonesia de 2008. Es el primer estadio de Indonesia que cuenta con todos los asientos. En la actualidad el estadio se encuentra abandonado y no ha sido remodelado.

## Eventos deportivos
- 2008 Nacional de Pekan Olahraga
- Semana Paralímpica Nacional 2008
- 2008-09 Cuartos de final y final de la Premier Division de la Liga Indonesia
- 2016 Primera Copa Gobernador de Kalimantan Oriental
- 2018 Segunda Copa Gobernador de Kalimantan Oriental

## Galería

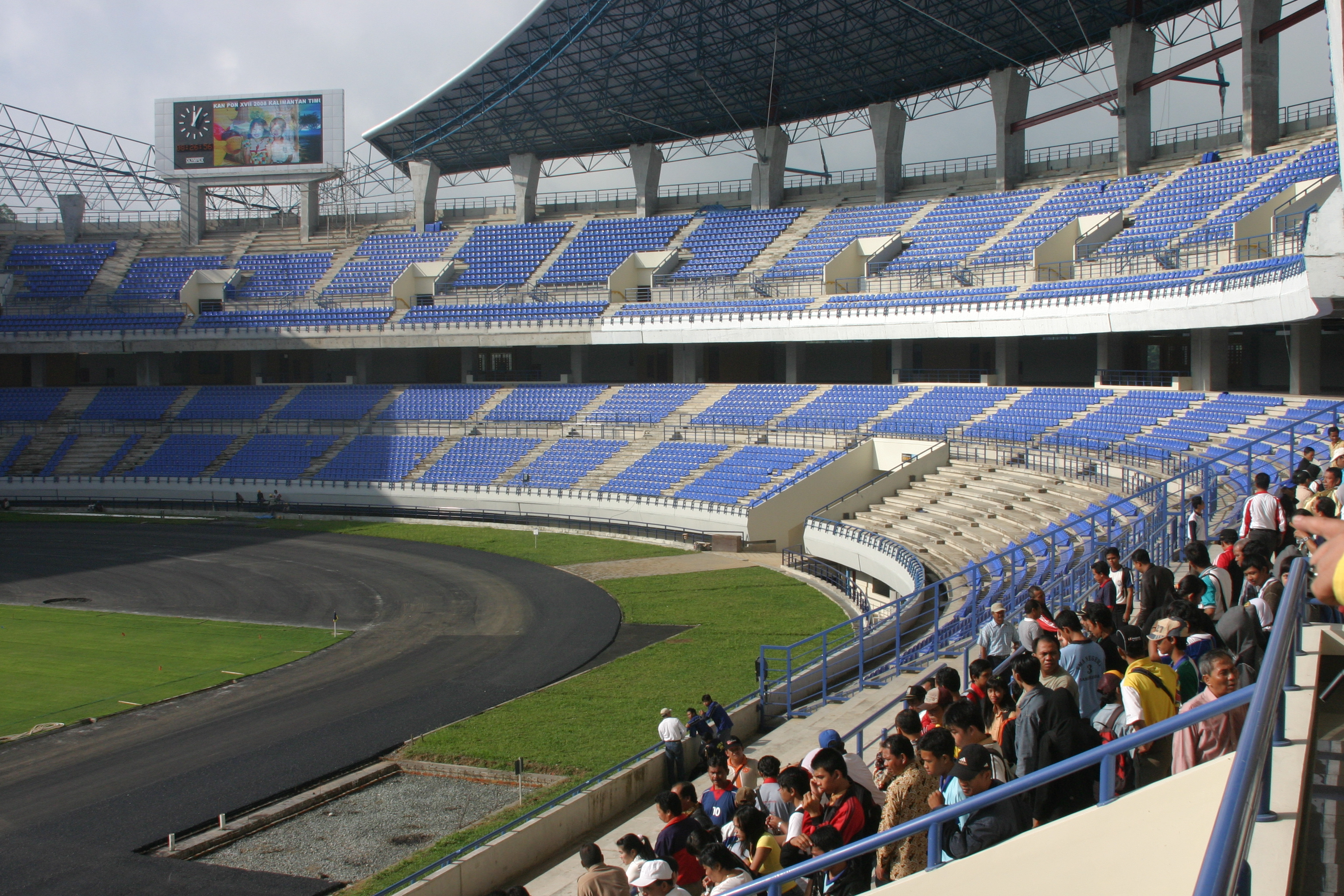
Una esquina del estadio principal de Palaran